# ريو غراندي دو نورتي
ريو غراندي دو نورتي (بالبرتغالية: Rio Grande do Norte‏)، وتعني حرفيا النهر الشمالي العظيم، في إشارة إلى مصب نهر بوتينجي، هي إحدى ولايات البرازيل، وتقع في المنطقة الشمالية الشرقية من البلاد، وتحتل أقصي أطراف الشمال الشرقي من قارة أمريكا الجنوبية. تمتلك الولاية أهمية إستراتيجية بسبب موقعها الجغرافي. العاصمة هي ناتال وهي أكبر مدينة فيها. وهي وطن الفنان الفولكلوري لويس دا كامارا كاسكودو، وبها أنقى هواء في الأمريكتين وفقا لأبحاث ناسا.  وتمتلك شواطئ بطول 410 كم (254 ميل) من الرمال المشمسة والنخيل وجوز الهند والبحيرات. كذلك فإن روكاس أتول، وهو الأتول الوحيد في المحيط الأطلسي، هو جزء من الولاية. النشاط الاقتصادي الرئيسي هو السياحة، يليه استخراج النفط (ثاني أكبر منتج في البلاد)، والزراعة، واستخراج المعادن، بما في ذلك إنتاج ملح البحر، مع أنشطة اقتصادية أخرى.  تشتهر الولاية بالعديد من أماكن الجذب السياحي الشهيرة مثل مايور كاجويرو دو موندو (أكبر شجرة كاجو في العالم)،  الكثبان الرملية وجمال جينيبابو، الشواطئ الشهيرة مثل بونتا نيغرا، ماراكاجاو، بيبا، وكذلك كارناتال وهو أكبر كرنفال غير موسمي في البرازيل،  فورت دوس ريس ماغوس وهو حصن من القرن السادس عشر،  تلال وجبال مارتينز،  ومنتزه كثبان ناتال وهو ثاني أكبر حديقة مدنية في البلاد،  والعديد من المرافق الأخرى. الولاية هي أيضا الأقرب إلى أرخبيل فرناندو دي نورونيا. 

## أعلام
- فيليبي ألفيس
- جليدسون
- أندرسون دي ليما فريتاس